# 1745 aux échecs
| Années des échecs : 1742 - 1743 - 1744 - 1745 - 1746 - 1747 - 1748    |
| Décennies des échecs : 1710 - 1720 - 1730 - 1740 - 1750 - 1760 - 1770 |

Cet article présente les faits marquants de l'année 1745 aux échecs.

## Divers
Depuis Londres, Philippe Stamma publie Le Noble Jeu des échecs, qui connaît un faible succès, notamment lié à sa défaite face à Philidor, qui publie un livre en 1749.

## Naissances
George Atwood, qui a notamment transcrit des parties de Philidor.